# Nathan Ellington
Nathan Levi Fontaine Ellington (né le 2 juillet 1981 à Bradford dans le Yorkshire de l'Ouest) est un joueur de football anglais, qui évolue au poste d'attaquant.

## Biographie
Avec le club de Wigan, il inscrit 18 buts deuxième division anglaise lors de la saison 2003-2004, puis 24 buts dans ce même championnat lors de la saison 2004-2005.

## Palmarès
Wigan Athletic
- Championnat d'Angleterre D2 :
  - Vice-champion : 2004-05.
  - Meilleur buteur : 2004-05 (24 buts).

- Coupe de la Ligue :
  - Finaliste : 2005-06.